# S Club Juniors
S Club Juniors (в 2003—2005 гг. S Club 8) — британская музыкальная группа, родственный (детский) проект группы S Club 7. Первый же изданный ими сингл попал в Великобритании на 2 место, отстав от 1-го всего на 1000 проданных экземпляров.

## История
Общенациональные (для всей Британии) прослушивания в детский вариант S Club 7 были организованы продюсером группы S Club 7 Саймоном Фуллером в 2001 году, через три года после того, как на музыкальной арене возникла группа S Club 7. (На шоу показывались прослушивания. Саймон Фуллер — человек, позже создавший телешоу по поиску талантов Popstars (на канале ITV1), Pop Idol (ITV1) и American Idol (на канале Fox TV).)
Отбор в S Club Juniors производился в рамках реалити-шоу S Club Search из тысяч кандидатов. Группа изначально создавалась как временная, чисто для того, чтобы выступить вместе с группой S Club 7 на турне той под названием Carnival. (Точнее, выступить как акт поддержки в выступлении старшей группы в «Арене Уэмбли». Там в «Арене Уэмбли» на этом концерте и состоялся дебют группы S Club Juniors.)
Но в итоге у группы S Club Juniors появились большое количество поклонников, и с ней был заключён контракт лейблом Polydor.
Сначала в группе было 9 участников, все в возрасте до 15 лет.
После четырёх синглов группа была переименована в S Club 8. («Восемь», потому что один из участников быстро покинул группу, ещё до всеобщей популярности.) (В итоге получилось, что, когда группа S Club распалась, у Фуллера уже была наготове новая группа S Club Juniors — однажды в 2002 году было объявлено в новостях, что S Club расходятся, а S Club Juniors продолжат под именем S Club 8.)
Группа была очень успешна — четыре хита в первой десятке и два альбома в первой двадцатке (это всё в Великобритании), не считая ещё собственного телевизионного шоу (регулярной передачи про их жизнь). Но в 2005 году группа разошлась (распалась)
В 2013 году группа воссоединилась.

## Состав

### Оригинальный состав (2001)
- Аарон Пол Ренфри (англ. Aaron Paul Renfree); род. 1987) из графства Корнуолл
- Дези Ркбекка Эванс (англ. Daisy Rebecca Evans); род. 1990) из пригородной зоны Чадуэлл Хит, графство Эссекс (ныне пригород Лондона)
- Кэлвин Голдспинк (англ. Calvin Goldspink); род. 1989) из графства Саффолк
- Джей Перри Асфорис (англ. Jay Perry Asforis); род. 1989) из города Чигуэлл, Эссекс
- Рошель Уайзман (англ. Rochelle Wiseman); род. 1989) из пригородного города Ромфорд, Эссекс (как и выше, тоже пригород Лондона)
- Стейси Макклейн (англ. Stacey McClean); род. 1989) из города Блэкпул, графство Ланкашир
- Франческа Сэнфорд (англ. Francesca Sanford); род. 1989) из пнригородного города Апминстер, графство Эссекс (это пригород Лондона)
- Ханна Лоррейн Ричингс (англ. Hannah Lorraine Richings); род. 1989) из города Ньюбери, графство Беркшир[11]

## Дискография
Подробнее см. в статье «S Club 8 discography» в английской Википедии.

### Альбомы
- 2002: Together[англ.] (5 место в Великобритании)
- 2003: Sundown[англ.] (13 место в Велдикобритании)

### Синглы
- «One Step Closer» (2002)
- «Automatic High» (2002)
- «New Direction» (2002)
- «Puppy Love / Sleigh Ride» (2002)
- «Fool No More» (2003)
- «Sundown» (2003)
- «Don’t Tell Me You’re Sorry» (2003)
- «Dreaming» (2004)

### Под именем I Dream

#### Альбомы
- 2004: Welcome to Avalon Heights[англ.]

#### Синглы
- 2004: «Dreaming»[англ.]
- 2004: «Say It’s Alright»[англ.]